# Qualificazioni alla Coppa delle nazioni oceaniane 2016
Le qualificazioni alla Coppa delle nazioni oceaniane 2016 si sono giocate al Loto-Tonga Soka Centre di Nukuʻalofa, a Tonga, dal 31 agosto al 4 settembre 2015. Vi hanno partecipato le quattro nazionali membri dell'OFC con il ranking FIFA più basso e per meriti sportivi (ossia Samoa, Tonga, Samoa Americane ed Isole Cook).
Gli incontri di questo turno, assieme a quelli della fase a gironi della fase finale, sono considerati dalla FIFA come primo e secondo turno per le qualificazioni al campionato mondiale di calcio 2018.

## Regolamento
Girone all'italiana con partite di sola andata, la squadra prima in classifica si qualifica per la fase finale della Coppa delle nazioni oceaniane 2016.

## Risultati
| Pos | Squadra         | G | V | N | P | GF | GS | DG | Pt | Risultato                    |
| --- | --------------- | - | - | - | - | -- | -- | -- | -- | ---------------------------- |
| 1   | Samoa           | 3 | 2 | 0 | 1 | 6  | 3  | +3 | 6  | Qualificata alla fase finale |
| 2   | Samoa Americane | 3 | 2 | 0 | 1 | 6  | 4  | +2 | 6  |                              |
| 3   | Isole Cook      | 3 | 2 | 0 | 1 | 4  | 2  | +2 | 6  |                              |
| 4   | Tonga           | 3 | 0 | 0 | 3 | 1  | 8  | −7 | 0  |                              |

| Arbitro: | Ravitesh Behari |

|  |           |                       |
|  | Marcatori | 38’, 53’, 59’ Saghabi |

| Arbitro: | Nelson Sogo |

|                                             |           |                    |
| Faaiuaso 4’ Hamilton-Pama 18’ Mobberley 26’ | Marcatori | 38’, 86’ Beauchamp |

| Arbitro: | Robinson Banga |

|             |           |  |
| Saghabi 39’ | Marcatori |  |

| Arbitro: | Salesh CHAND |

|             |           |                   |
| Uhatahi 47’ | Marcatori | 49’ Manao 51’ Ott |

| Arbitro: | Averii Jacques |

|  |           |                            |
|  | Marcatori | 9’ Mobberley 22’, 77’ Hall |

| Arbitro: | Ravitesh Behari |

|                        |           |  |
| Mitchell 57’ Manao 67’ | Marcatori |  |